# Bryan Charnley
Bryan Charnley, född 20 september 1949 i Stockton-On-Tees, död 19 juli 1991, var en brittisk konstnär som led av paranoid schizofreni.

## Biografi
År 1971 fick Bryan Charnley diagnosen paranoid schizofreni. Han kom att vara inlagd på sjukhus i flera omgångar och behandlades med bland annat ECT. Charnley utförde år 1982 ett dubbelporträtt föreställande honom själv och hans partner Pam Jones. Jones, som också led av mental ohälsa, hoppade ut genom ett fönster fem år senare. Hon överlevde, men hon ådrog sig allvarliga bestående skador. Charnley dokumenterade denna händelse i målningen Leaving by the Window.
I början av år 1991 bestämde sig Charnley för att sätta ut sin medicin och att dokumentera sitt inre liv genom måleriets medium. Han utförde en rad självporträtt, vilka visar hur han såg på sig själv och sin schizofreni. Charnley begick självmord i juli 1991, 41 år gammal.